# تپه خولکوانان قشلاق نوروز
تپه خولکوانان قشلاق نوروز مربوط به دوران‌های تاریخی پس از اسلام است و در شهرستان بیجار، بخش مرکزی، روستای قشلاق نوروز واقع شده و این اثر در تاریخ ۲۴ فروردین ۱۳۸۲ با شمارهٔ ثبت ۸۰۵۹ به‌عنوان یکی از آثار ملی ایران به ثبت رسیده است.